# Оберфлакс
Оберфлакс (нем. Oberflachs) — населённый пункт в Швейцарии, входит в состав коммуны Шинцнах округа Бругг в кантоне Аргау.
Население составляет 485 человек (на 31 декабря 2007 года).
До 2013 года был самостоятельной коммуной (официальный код — 4109). С 1 января 2014 года объединён с коммуной Шинцнах-Дорф в новую коммуну Шинцнах.